# Mimisen Iyorhe
Mimisen Agatha Julia Iyorhe Calvin-Onwuka (* 2. März 1984 im Bundesstaat Benue) ist eine ehemalige nigerianische Fußballschiedsrichterassistentin.
Von 2012 bis 2023 stand Iyorhe auf der Liste der FIFA-Schiedsrichter und leitete internationale Fußballpartien.
Im Januar 2021 war Iyorhe im Schiedsrichtergespann von Lidya Tafesse Abebe zusammen mit Bernadettar Kwimbira bei der Afrikanischen Nationenmeisterschaft der Männer 2021 im Einsatz; dies war das erste Mal in der Geschichte, dass Frauen bei einem offiziellen Turnier des afrikanischen Fußballverbands (CAF) ein Spiel leiteten.
Am 19. November 2021 leiteten Lidya Tafesse Abebe, Mimisen Iyorhe und Queency Victoire das Finale der CAF Women’s Champions League 2021 zwischen Hasaacas Ladies und Mamelodi Sundowns Ladies (0:2).
Beim Afrika-Cup 2022 in Marokko leitete Iyorhe gemeinsam mit Salima Mukansanga und Fanta Koné neben weiteren Spielen das Finale zwischen Marokko und Südafrika (1:2). Bei der U-20-Weltmeisterschaft 2022 in Costa Rica wurde sie als Assistentin von Akhona Makalima bei zwei Gruppenspielen eingespielt.
Im Januar 2023 beendete Iyorhe ihre internationale Schiedsrichterkarriere.